# وینچنزو موستاکیولو
وینچنزو موستاکیولو (انگلیسی: Vincenzo Mustacciolo؛ زادهٔ ۱۷ مارس ۲۰۰۰) بازیکن فوتبال است.